# 北東方面艦隊
北東方面艦隊是日本海軍以向阿留申群島・千島群島・樺太方面哨戒・警備為目的而編成的日本海軍艦隊。

## 概要
阿留申群島・千島群島・樺太方面的作戰由第五艦隊擔任，為支援而於昭和18年5月18日創設第十二航空艦隊。第五艦隊和第十二航空艦隊統括指揮為目的於昭和18年8月5日編成北東方面艦隊。北東方面艦隊司令長官由第十二航空艦隊司令長官兼任。
編成時阿留申群島的阿图岛・基斯卡島巳成為日本軍的根據地，編成後主要執行千島列島・樺太方面的哨戒任務。
昭和19年10月，依舊在北東方面艦隊編成下的第五艦隊作為水上警戒部隊參加了南方作戰，雷伊泰灣海戰。
其後昭和19年12月，第五艦隊正式轉屬南西方面艦隊，北東方面艦隊解隊。
第十二航空艦隊編入聯合艦隊，至終戰皆任千島・樺太方面警戒任務（司令長官由大湊警備府兼任）。

## 歷代司令長官
1. 戶塚道太郎中將　1943年（昭和18年）8月5日～
2. 後藤英次中將　1944年9月15日～1944年12月5日（解隊）

## 部隊

### 1943年8月5日　新編時的編制
- 直屬：第22戰隊：粟田丸、赤城丸、淺香丸
- 第五艦隊
- 第十二航空艦隊

### 1944年4月1日　戰時編制制度改定後的編制
- 直屬：第22戰隊：第1～4監視艇隊
- 第五艦隊
- 第十二航空艦隊

### 1944年8月15日菲律賓海海戰後的編制
- 第五艦隊
- 第十二航空艦隊